# Oberdischingen
Oberdischingen är en kommun (tyska Gemeinde) i Alb-Donau-Kreis i förbundslandet Baden-Württemberg i Tyskland. Folkmängden uppgår till cirka 2 300 invånare, på en yta av 8,84 kvadratkilometer.
Kommunen ingår i kommunalförbundet Ehingen (Donau) tillsammans med staden Ehingen (Donau) och  kommunerna Griesingen och Öpfingen.

## Befolkningsutveckling
| Befolkningsutvecklingen i Oberdischingen 1975–2015 | Befolkningsutvecklingen i Oberdischingen 1975–2015 | Befolkningsutvecklingen i Oberdischingen 1975–2015 | Befolkningsutvecklingen i Oberdischingen 1975–2015 | Befolkningsutvecklingen i Oberdischingen 1975–2015 |
| -------------------------------------------------- | -------------------------------------------------- | -------------------------------------------------- | -------------------------------------------------- | -------------------------------------------------- |
|                                                    |                                                    |                                                    |                                                    |                                                    |
| År                                                 |                                                    |                                                    | Folkmängd                                          | Areal (ha)                                         |
| 1975                                               | 1975                                               |                                                    | 1 542                                              | 883                                                |
| 1980                                               | 1980                                               |                                                    | 1 552                                              | 882                                                |
| 1985                                               | 1985                                               |                                                    | 1 584                                              | 883                                                |
| 1990                                               | 1990                                               |                                                    | 1 754                                              | 882                                                |
| 1995                                               | 1995                                               |                                                    | 1 763                                              | 884                                                |
| 2000                                               | 2000                                               |                                                    | 1 918                                              |                                                    |
| 2005                                               | 2005                                               |                                                    | 1 971                                              |                                                    |
| 2010                                               | 2010                                               |                                                    | 2 014                                              |                                                    |
| 2015                                               | 2015                                               |                                                    | 2 048                                              |                                                    |
|                                                    |                                                    |                                                    |                                                    |                                                    |